# Teoria lokalizacji stref produkcji rolniczej

Model Thünena: 1: (biały) – strefa produkcji ogrodniczej i mlecznej; 2: (zielony) – las dostarczający paliwa (drewna); 3: (żółty) – strefa intensywnie uprawianych gruntów ornych; 4: (czerwony) – strefa wielkoobszarowych, ekstensywnych gospodarstw wiejskich; pozostały (ciemnozielony) – obszar wyznacza strefę, w której nie opłaca się żadna produkcja rolna

Teoria lokalizacji stref produkcji rolniczej – model przedstawiający rozmieszczenie różnych rodzajów produkcji rolnej wokół jednego centralnie zorganizowanego rynku zbytu jakim jest miasto.  Autorem tej teorii jest Johann Heinrich von Thünen, XIX-wieczny ekonomista niemiecki. Była to jedna z pierwszych teorii lokalizycyjnych. 
Thünen przyjął następujące założenia:
- istnieje tylko jedno większe miasto tworzące centralny rynek zbytu,
- istnieje jednorodna przestrzeń przyrodnicza,
- wszystkie grunty są jednakowo urodzajne,
- transport produktów do rynku centralnego odbywa się po liniach prostych,
- na rynku centralnym dochodzi do wszystkich transakcji.

Teoria Thünena stanowiła podstawę dla teorii Webera i Löscha.